# Alchemilla perglabra
Alchemilla perglabra är en rosväxtart som beskrevs av Vasilij Vasiljevitj Alechin. Alchemilla perglabra ingår i släktet daggkåpor, och familjen rosväxter. Inga underarter finns listade i Catalogue of Life.